# Боґуслав Лєщинський
Боґуслав Лєщи́нський (герб Венява; нар. бл. 1645, Радзимін — 8 вересня 1691) — єпископ, РКЦ, єпископ Луцький (з 1688), єпископ-номінат Плоцький (1691). Пробст Плоцького Кафедрального собору (1659), краківський канонік з 1665, абат Червінський 1681–1688.

## Життєпис
Син Боґуслава Лєщинського, Великого коронного підскарбія.
У 1658 — пробст Плоцька і разом з цією функцією отримав титул герцога Селюньського.
У 1663 вступив до Падуанського університету, де був обраний польським консулом.
У 1666 здобув ступінь доктора обох законів.
У 1671 — канцлер польської королеви Елеонори Марії Австрійської.
У 1682 — секретар короля Яна III Собеського.
Лєщинський отримав Червінське абатство, відмовившись від краківського канону.